# Byrapura, Molakalmuru
Byrapura là một làng thuộc tehsil Molakalmuru, huyện Chitradurga, bang Karnataka, Ấn Độ.